# Kara-Shoro nationalpark
Kara-Shoro nationalpark är en nationalpark i Kirgizistan. Den ligger i den centrala delen av landet, 140 km sydost om huvudstaden Bisjkek. Kara-Shoro nationalpark ligger 2 403 meter över havet.
Terrängen runt Kara-Shoro nationalpark är kuperad åt sydväst, men åt nordost är den bergig. Den högsta punkten i närheten är 3 774 meter över havet, 7,6 km norr om Kara-Shoro nationalpark.
 Runt Kara-Shoro nationalpark är det mycket glesbefolkat, med 7 invånare per kvadratkilometer. Trakten runt Kara-Shoro nationalpark består i huvudsak av gräsmarker.